# Piłka nożna w Chorwacji
Piłka nożna (chorw. Nogomet nôɡomeːt) jest najpopularniejszym sportem w Chorwacji. Jej głównym organizatorem na terenie Chorwacji pozostaje Hrvatski nogometni savez (HNS).
Chorwacki klub wygrał jeden raz Puchar Miast Targowych.

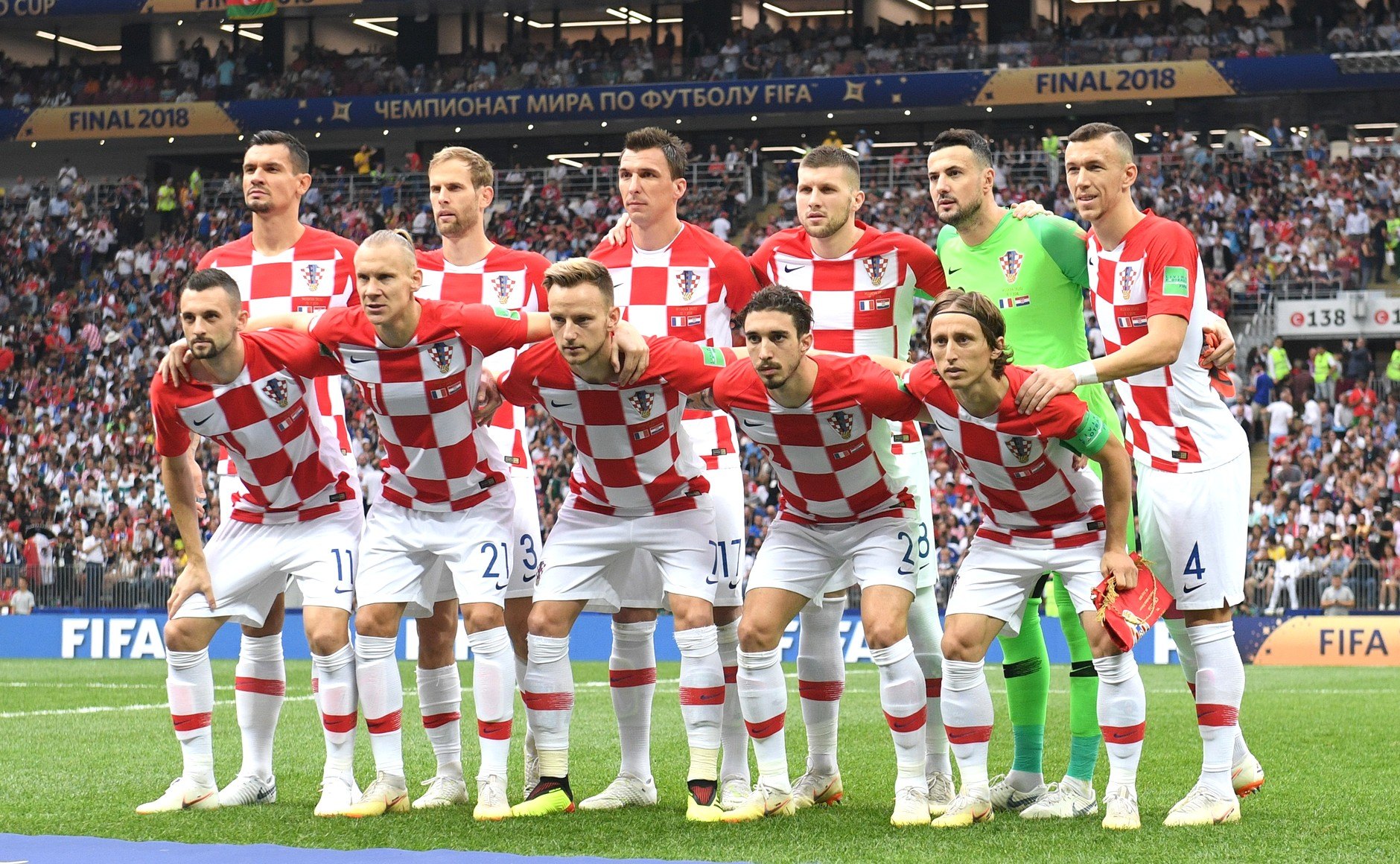
Reprezentacja Chorwacji podczas finału Mistrzostw Świata 2018.

W chorwackiej 1. HNL grają takie znane kluby świata, jak Dinamo Zagrzeb i Hajduk Split.

## Historia

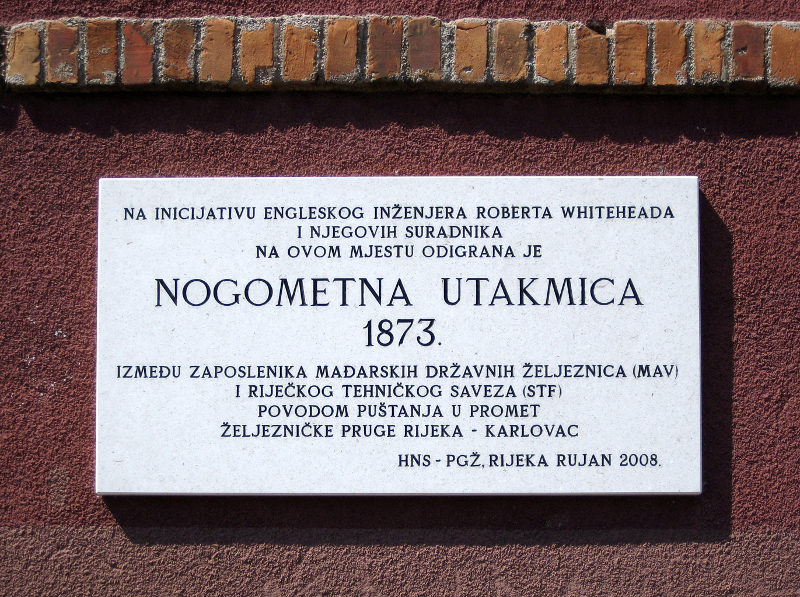
Tablica w Rijece upamiętniająca miejsce pierwszego meczu piłki nożnej w 1873 r.

Piłka nożna zaczęła zyskiwać popularność w Chorwacji pod koniec XIX wieku. Najwcześniejsze zapisy o piłce nożnej w Chorwacji pochodzą z 1873 roku, kiedy angielscy inżynierowie i technicy ze Stabilimento tecnico Fiumano grali w Rijece z inżynierami budującymi lokalną linię kolejową, z udziałem miejscowych zawodników. Pierwszy zarejestrowany mecz piłki nożnej rozegrany w Królestwie Chorwacji, która była wówczas w składzie Austro-Węgier, został rozegrany w 1880 roku w miejscowości Županja, pomiędzy angielskimi pracownikami The Oak Extract Company a miejscową młodzieżą. W 1890 roku uczniowie szkół średnich zakładają w Rijece pierwsze szkolne kluby piłkarskie. Sport ten został dalej spopularyzowany w Chorwacji przez Franjo Bučara w latach 90. XIX wieku. Chorwackie tłumaczenie nazwy sportu, nogomet, zostało wymyślone przez językoznawcę Slavko Rutznera Radmilovića w 1893 lub 1894 roku. Nazwę przyjęto również w języku słoweńskim.
Najwcześniejsze oficjalnie zarejestrowane kluby powstały w Puli przed przełomem wieków, kiedy to w sierpniu 1899 r. miejscowi założyli Club Iris, a później w tym samym roku Veloce Club, obydwa wielosportowe stowarzyszenia, które posiadały również bardzo popularne sekcje piłkarskie. Pierwszymi klubami założonymi w ówczesnym Królestwie Chorwacji i Slawonii były HAŠK i PNIŠK w 1903 roku.
Po założeniu chorwackiego związku piłkarskiego - HNS w 1912 roku, rozpoczął się proces zorganizowania pierwszych mistrzostw kraju. W sezonie 1912/13 wystartowały pierwsze nieoficjalne mistrzostwa piłkarskie w Trójjedynym Królestwie Chorwacji, Slawonii i Dalmacji, wchodzącego w skład Austro-Węgier. Uczestniczyły w nim 6 zespołów z Zagrzebia i zostały niedokończone (rozegrano 7 kolejek z 10). Następny sezon 1913/14 rozpoczęło 8 drużyn, ale rozpoczęcie I wojny światowej przeszkodziło dalszym rozgrywkom.
1 grudnia 1918 po zakończeniu I wojny światowej i po rozpadzie Austro-Węgier zamieszkane przez Słowian południowych komitaty Królestwa Chorwacji wraz z ziemiami Styrii i Krainy postanowiły zjednoczyć się z Serbią w Królestwo Serbów, Chorwatów i Słoweńców, późniejszą Jugosławię. Po założeniu jugosłowiańskiej federacji piłkarskiej – NSJ (chorw. Nogometni Savez Jugoslavije) w kwietniu 1919 roku w Zagrzebiu, rozpoczął się proces zorganizowania pierwszych ligowych Mistrzostw Królestwa Serbów, Chorwatów i Słoweńców w sezonie 1923. Do 1927 roku rozgrywki odbywały się systemem pucharowym. W sezonie 1928 organizowane pierwsze ligowe rozgrywki. W rozgrywkach brało udział 6 zespołów, grając systemem kołowym. W sezonie 1931/32 i 1935/36 rozgrywano systemem pucharowym. Zwycięzca turnieju otrzymywał tytuł mistrza Jugosławii.
3 października 1929 zmieniono nazwę państwa na „Królestwo Jugosławii”, również Związek Piłkarski w maju 1930 został przeniesiony do Belgradu i przyjął serbską nazwę FSJ (Fudbalski savez Jugoslavije). Protestując na przemieszczenie siedziby chorwaccy piłkarze i trenerzy bojkotowali do 1945 reprezentację narodową Jugosławii. W 1939 po utworzeniu autonomicznej Banowiny Chorwacji prowadzone osobno rozgrywki mistrzostw Banowiny Chorwacji w sezonach 1939/1940 i 1940/1941 oraz mistrzostw Serbii w sezonie 1940/1941.
W czasie II wojny światowej w roku 1941 faszystowskie ugrupowanie ustaszy na czele z Ante Paveliciem przejęło władzę, ogłosiło niepodległość i powstało Niepodległe Państwo Chorwackie (NDH). Terytorium Chorwacji sprzymierzonej wówczas z Niemcami obejmowało Chorwację właściwą (choć nie całą, część terytorium przyłączono do Włoch) oraz tereny dzisiejszej Bośni i Hercegowiny. W latach 1941–1944 prowadzone mistrzostwa NDH.
W 1945 po utworzeniu Socjalistycznej Federacyjnej Republiki Jugosławii Chorwacja została włączona do jej składu i kontynuowano rozgrywki o mistrzostwo Jugosławii w najwyższej lidze, zwanej Prva savezna liga. Od 12 do 19 sierpnia 1945 roku odbyło się pierwsze mistrzostwa Federalne države Hrvatske (następnie zwanej NR Hrvatske, a potem SR Hrvatske), w którym uczestniczyły reprezentacje miast i okręgów. W 1946 roku rozgrywano kwalifikacje w Chorwacji oraz innych republikach dla uczestnictwa w przyszłych mistrzostwach Jugosławii. W tym turnieju, zwanym Hrvatska liga, brało udział 8 klubów.
Po upadku SFR Jugosławii w 1991 roku proklamowano niepodległość Chorwacji; rozpoczęła się wojna z Jugosławią (de facto z Serbią, wspomaganą przez oddziały czarnogórskie).
W 1992 zainaugurowano rozgrywki zawodowej I. HNL.

## Format rozgrywek ligowych
W obowiązującym systemie ligowym trzy najwyższe klasy rozgrywkowe są ogólnokrajowe (1. HNL, 2. HNL i 3. HNL). Dopiero na czwartym poziomie pojawiają się grupy regionalne.

## Puchary
Rozgrywki pucharowe rozgrywane w Chorwacji to:
- Puchar Chorwacji (Hrvatski nogometni kup),
- Superpuchar Chorwacji (Hrvatski nogometni superkup) - mecz między mistrzem kraju i zdobywcą Pucharu.